# Фридрих IV Легницкий
Фридрих IV Легницкий (пол. Fryderyk IV legnicki, нем. Friedrich IV von Liegnitz; 20 апреля 1552 — 27 марта 1596) — князь Легницкий (1571—1596). В 1571—1576, 1580—1581 годах был соправителем своего старшего брата Генриха XI.

## Биография
Представитель легницкой линии Силезских Пястов. Третий (младший) сын князя Фридриха III Легницкого (1520—1570) и Екатерины Мекленбург-Шверинской (1518—1581), дочери Генриха V, герцога Мекленбург-Шверинского. Он был назван в честь своего старшего брата Фридриха, который умер в 1551 году, за год до его рождения.
В декабре 1571 года Фридрих был назначен соправителем своего старшего брата, князя Генриха XI Легницкого. Первоначально он находился под опекой старшего брата. Позднее Фридрих решил воспользоваться участием своего старшего брата Генриха XI в религиозных войнах во Франции, чтобы освободиться от опеки брата и стать единоличным правителем отцовского княжества. Фридрих IV Легницкий обратился с просьбой к императору Священной Римской империи Максимилиану II о разделении Легницкого княжества. Специальные уполномоченные, в соответствии с императорском указом от 13 марта 1576 года, признали Фридриха IV единоличным правителем Легницкого княжества. Через один месяц, 17 апреля 1576 года, он официально вступил в должность главы княжества. Фридрих IV обязался обеспечивать семью своего брата Генриха XI, которая оставалась в Силезии, денежным содержанием и продуктами питания. При этом дата формального раздела Легницкого княжества была установлена на 29 сентября 1577 года. Но этого не произошло, потому что император Максимилиан II Габсбург скончался 12 октября 1576 года, а его преемник и новый император Рудольф II решил повторно рассмотреть это дело. 5 октября 1580 года Рудольф II Габсбург издал благоприятный приговор в отношении старшего брата Генриха XI, отменив прежний указ от 17 апреля 1576 года. Братья Генрих XI и Фридрих IV были признаны соправителями княжества. Генрих XI избрал своей официальной резиденцией Легницу, а Фридрих IV был вынужден удалиться из столицы в Хойнув.
Ситуация изменилась в следующем 1581 году, когда неповиновение князя Генриха XI Легницкого (который даже отказался принести оммаж своему сюзерену) привело к карательной экспедиции имперской армии на Легницу. Генрих XI смог отстоять свою столицу, но вынужден был просить прощения решил явиться в Прагу, но император Рудольф II решил пленить князя и лишить его власти. В Праге Генрих XI арестован и заключен в Пражский Град. Его младший брат Фридрих IV был признан в качестве единоличного правителя Легницкого княжества и обязался оказывать помощь семье своего старшего брата Генриха XI, выплачивая им 30 талеров в неделю.

## Семья и дети
20 января 1587 года князь Фридрих IV Легницкий женился первым браком на Марии Сидонии (10 мая 1572 — 3 октября 1587), дочери Вацлава III Адама Цешинского (1524—1579) и Екатерины Сидонии Саксен-Лауэнбургской (ок. 1550—1594). У супругов была одна дочь:
- Мария Катарина (17 сентября 1587 — 20 сентября 1587)

23 ноября 1589 года Фридрих IV вторично женился на Доротее (16 октября 1569 — 5 июля 1593), старшей дочери Ганса II Шлезвиг-Гольштейн-Зондербургского (1545—1622) и Елизаветы Брауншвейг-Грубенгагенской (1550—1586). У них было двое детей:
- сын (род. и ум. 25 мая 1592)
- сын (род. и ум. 25 июня 1593)

24 октября 1594 года князь Фридрих IV Легницкий женился третьим браком на Анне (12 июня 1561 — 7 июля 1616), седьмой дочери герцога Кристофа Вюртембергского (1515—1568) и Анны Марии Бранденбург-Ансбахской (1526—1589), вдове князя Иоганна Георга Олавского (1552—1592). У них не было детей.
27 марта 1596 года после смерти князя Фридриха IV Легницкого, не оставившего мужских потомков, ему наследовал его двоюродный брат, князь Иоахим Фридрих Бжегский (1550—1602), старший сын князя Георга II Бжегского.